# Cuerpo real cerrado
En matemáticas, un cuerpo real cerrado es un cuerpo {\displaystyle \mathbb {K} } que tiene las mismas propiedades lógicas de primer orden que el cuerpo de los números reales. Algunos ejemplos son el propio cuerpo de los números reales, el cuerpo de los números algebraicos y el cuerpo de los números hiperreales.

## Definiciones
Un cuerpo cerrado real es un cuerpo {\displaystyle \mathbb {K} } en el que cualquiera de las siguientes condiciones equivalentes es verdadera:
1. {\displaystyle \mathbb {K} }  es elementalmente equivalente a los números reales. En otras palabras, tiene las mismas propiedades de primer orden que los reales: cualquier proposición en el lenguaje de primer orden de los cuerpos es verdadera en {\displaystyle \mathbb {K} } si y solo si es verdadera en los reales.

1. Existe un orden total en {\displaystyle \mathbb {K} } que lo convierte en un cuerpo ordenado tal que, en este orden, cada elemento positivo de {\displaystyle \mathbb {K} } tiene una raíz cuadrada en {\displaystyle \mathbb {K} } y cualquier polinomio de grado impar con coeficientes en {\displaystyle \mathbb {K} } tiene al menos una raíz en {\displaystyle \mathbb {K} }.

1. {\displaystyle \mathbb {K} } es un cuerpo formalmente real tal que cada polinomio de grado impar con coeficientes en {\displaystyle \mathbb {K} } tiene al menos una raíz en {\displaystyle \mathbb {K} }, y para cada elemento a de {\displaystyle \mathbb {K} } hay b en {\displaystyle \mathbb {K} } tal que a =  b2 o a = −b2.

1. {\displaystyle \mathbb {K} } no es algebraicamente cerrado, pero su cierre algebraico es una extensión finita.

1. {\displaystyle \mathbb {K} } no es algebraicamente cerrado, pero la extensión de cuerpo {\displaystyle \mathbb {K} ({\sqrt {-1}}\,)} es algebraicamente cerrada.

1. Existe un orden en {\displaystyle \mathbb {K} } que no se puede extender a un orden en ninguna extensión algebraica propia de {\displaystyle \mathbb {K} }.

1. {\displaystyle \mathbb {K} } es un cuerpo formalmente real tal que ninguna extensión algebraica propia de {\displaystyle \mathbb {K} } es formalmente real.  (En otras palabras, el cuerpo es máximo en una clausura algebraica con respecto a la propiedad de ser formalmente real).

1. Existe un orden en {\displaystyle \mathbb {K} } que lo convierte en un cuerpo ordenado tal que, en este ordenamiento, el teorema del valor intermedio es válido para todos los polinomios sobre {\displaystyle \mathbb {K} } con grado ≥ 0.

1. {\displaystyle \mathbb {K} } es un cuerpo ordenado débilmente o-mínima.[1]

Si {\displaystyle \mathbb {K} } es un cuerpo ordenado, el teorema de Artin-Schreier establece que {\displaystyle \mathbb {K} } tiene una extensión algebraica, llamada cierre real {\displaystyle {\bar {\mathbb {K} }}} de {\displaystyle \mathbb {K} }, tal que {\displaystyle {\bar {\mathbb {K} }}} es un cuerpo cerrado real cuyo orden es una extensión del orden dado en {\displaystyle \mathbb {K} }, y es único salvo isomorfismo de cuerpos (nótese que cada homomorfismo de anillo entre cuerpos cerrados reales automáticamente  conserva el orden, porque x ≤  y si y sólo si ∃z : y =  x +  z2). Por ejemplo, el cierre real del cuerpo ordenado de número racionals es el cuerpo {\displaystyle \mathbb {R} _{\mathrm {alg} }} de los números algebraicos reales. El teorema se llama así en honor a Emil Artin y Otto Schreier, quienes lo demostraron en 1926.
Si ({\displaystyle \mathbb {K} }, P) es un cuerpo ordenado, y {\displaystyle \mathbb {E} } es una extensión de Galois de {\displaystyle \mathbb {K} }, entonces por Lema de Zorn hay una extensión máxima de cuerpo ordenado (M, Q) con M una subcuerpo de {\displaystyle \mathbb {E} } que contiene a {\displaystyle \mathbb {K} } y el orden en M extiende el orden P. Esta M, junto con su orden Q, se llama el cierre real relativo de ({\displaystyle \mathbb {K} }, P) en {\displaystyle \mathbb {E} }.  Llamamos a ({\displaystyle \mathbb {K} }, P)  real cerrado en relación con {\displaystyle \mathbb {E} } si M es solo {\displaystyle \mathbb {K} }.  Cuando {\displaystyle \mathbb {E} } es la clausura algebraica de {\displaystyle \mathbb {K} } la clausura real relativa de {\displaystyle \mathbb {K} } en {\displaystyle \mathbb {E} } es en realidad la clausura real de {\displaystyle \mathbb {K} } descrita anteriormente.
Si {\displaystyle \mathbb {K} } es un cuerpo (no se asume ningún orden compatible con las operaciones de cuerpo, ni se asume que {\displaystyle \mathbb {K} } es ordenable) entonces {\displaystyle \mathbb {K} } todavía tiene un cierre real, que puede que ya no sea un cuerpo, sino solo un anillo cerrado real. Por ejemplo, el cierre real del cuerpo {\displaystyle \mathbb {Q} ({\sqrt {2}})} es el anillo {\displaystyle \mathbb {R} _{\mathrm {alg} }\!\times \mathbb {R} _{\mathrm {alg} }} (las dos copias corresponden a los dos ordenamientos de {\displaystyle \mathbb {Q} ({\sqrt {2}})}). Por otro lado, si {\displaystyle \mathbb {Q} ({\sqrt {2}})} se considera como un subcuerpo ordenado de {\displaystyle \mathbb {R} }, su cierre real es de nuevo el cuerpo  {\displaystyle \mathbb {R} _{\mathrm {alg} }}.

## Decidibilidad y eliminación del cuantificador
El lenguaje formal de cuerpos cerrados reales {\displaystyle {\mathcal {L}}_{\text{rcf}}} incluye símbolos para las operaciones de suma y multiplicación, las constantes 0 y 1, y la relación de orden {\displaystyle \leq }, así como la igualdad, si esta no se considera un símbolo lógico. En este lenguaje, la teoría (de primer orden) de cuerpos cerrados reales, {\displaystyle {\mathcal {T}}_{\text{rcf}}}, consiste en lo siguiente:
- los axiomas de cuerpo ordenados;
- el axioma que afirma que todo número positivo tiene una raíz cuadrada;
- Para cada número impar {\displaystyle d}, el axioma que afirma que todos los polinomios de grado {\displaystyle d} tienen al menos una raíz.

Todos los axiomas anteriores pueden expresarse en lógica de primer orden (es decir, cuantificación rangos solo sobre elementos del cuerpo).
 Tarski demostró hacia 1931 que {\displaystyle {\mathcal {T}}_{\text{rcf}}} es completa, lo que significa que para cualquier {\displaystyle {\mathcal {L}}_{\text{rcf}}}-sentence, se puede probar verdadero o falso a partir de los axiomas anteriores. Además, {\displaystyle {\mathcal {T}}_{\text{rcf}}} es decidible, lo que significa que hay un algoritmo para decidir la verdad o falsedad de cualquier proposición de este tipo.
El teorema de Tarski-Seidenberg extiende este resultado a la eliminación decidible de cuantificadores. Es decir, hay un algoritmo que, dado cualquier {\displaystyle {\mathcal {L}}_{\text{rcf}}}-fórmula, que puede contener variables libres, da lugar a una fórmula libre de cuantificadores equivalente con las mismas variables libres (donde equivalente significa que las dos fórmulas son verdaderas para exactamente los mismos valores de las variables). El teorema de Tarski-Seidenberg es una extensión del teorema de decidibilidad, ya que se puede comprobar fácilmente si una fórmula libre de cuantificador sin variables libres es "verdadera" o "falsa".
Este teorema se puede extender aún más al siguiente "teorema de proyección". Si  R es un cuerpo cerrado real, una fórmula con ’’n’’ variables libres define un subconjunto de  Rn, el conjunto de los puntos que satisfacen la fórmula. Tal subconjunto se llama conjunto semialgebraico. Dado un subconjunto de k variables, la proyección de  Rn a  Rk es la función que aplica cada n-tupla a la k-tupla de los componentes correspondientes al subconjunto de variables. El teorema de proyección afirma que una proyección de un conjunto semialgebraico es un conjunto semialgebraico, y que existe un algoritmo que, dada una fórmula libre de cuantificador que define un conjunto semialgebraico, produce una fórmula libre de cuantificador para su proyección.
De hecho, el teorema de proyección es equivalente a la eliminación del cuantificador, como la proyección de un conjunto semialgebraico definido por la fórmula  p(x, y) se define por
{\displaystyle (\exists x)P(x,y),}
donde x y y representan respectivamente el conjunto de variables eliminadas y el conjunto de variables mantenidas.
La decidibilidad de una teoría de primer orden de los números reales depende dramáticamente de las operaciones y funciones primitivas que se consideran (aquí suma y multiplicación). Agregar otros símbolos de funciones, por ejemplo, el seno o la función exponencial, puede proporcionar teorías indecidibles; véase Teorema de Richardson y Decidibilidad de las teorías de primer orden de los números reales.

### Complejidad de decidir Trcf
El algoritmo original de Tarski para la eliminación del cuantificador tiene una complejidad computacional no elemental, lo que significa que ninguna torre
{\displaystyle 2^{2^{\cdot ^{\cdot ^{\cdot ^{n}}}}}}
puede limitar el tiempo de ejecución del algoritmo si n es el tamaño de la fórmula de entrada. La descomposición algebraica cilíndrica, introducida por George E. Collins, proporciona un algoritmo de complejidad mucho más practicable.
{\displaystyle d^{2^{O(n)}}}
donde n es el número total de variables (libres y no-libres), d es el producto de los grados de los polinomios que ocurren en la fórmula, y O(n) es la notación O grande.
Davenport y Heintz (1988) demostraron que esta complejidad del peor de los casos es casi óptima para la eliminación del cuantificador al producir una familia Φn de fórmulas de longitud O(n), con n cuantificadores, e involucrando polinomios de grado constante, tales que cualquier fórmula libre de cuantificador equivalente a Φn debe involucrar polinomios de grado {\displaystyle 2^{2^{\Omega (n)}}} y longitud {\displaystyle 2^{2^{\Omega (n)}}}, donde {\displaystyle \Omega (n)} es notación Ω grande. Esto muestra que tanto la complejidad temporal como la complejidad espacial de la eliminación del cuantificador son intrínsecamente doble exponencial.
Para el problema de decisión, Ben-Or,  Kozen, y  Reif (1986) afirmó haber demostrado que la teoría de los cuerpos cerrados reales es decidible en espacio exponencial, y por lo tanto en el doble tiempo exponencial, pero su argumento (en el caso de más de una variable) generalmente se considera defectuoso; véase Renegar (1992) para una discusión.
Para fórmulas puramente existenciales, es decir, para fórmulas de la forma
∃x1, ..., ∃xk P1(x1, ..., xk) ⋈ 0 ∧ ...  ∧ Ps(x1, ..., xk) ⋈ 0,
donde  ⋈ significa <, > o  =, la complejidad es menor. Basu y Roy (1996) proporcionó un algoritmo de buen comportamiento para decidir la verdad de tal fórmula existencial con complejidad de  sk+1dO(k) operaciones aritméticas y espacio polinómico.

## Propiedades de orden
Una propiedad crucialmente importante de los números reales es que es un “cuerpo de arquimediano’’, lo que significa que tiene la propiedad de Arquímedes de que para cualquier número real, hay un entero mayor que él en valor absoluto. Una afirmación equivalente es que para cualquier número real, hay enteros tanto mayores como menores. Tales cuerpos cerrados reales que no son arquimedianos, son cuerpos ordenados no arquimedianos.  Por ejemplo, cualquier cuerpo de número hiperreals es real cerrado y no arquimediano.
La propiedad de Arquímedes está relacionada con el concepto de cofinalidad. Un conjunto X contenido en un conjunto ordenado {\displaystyle \mathbb {K} } es cofinal en {\displaystyle \mathbb {K} } si para cada y en {\displaystyle \mathbb {K} } hay una x en X tal que y < x. En otras palabras, X es una secuencia ilimitada en {\displaystyle \mathbb {K} }. La cofinalidad de {\displaystyle \mathbb {K} } es la cardinalidad del conjunto cofinal más pequeño, es decir, el tamaño de la cardinalidad más pequeña que da una secuencia ilimitada. Por ejemplo, los números naturales son cofinales en los reales, y la cofinalidad de los reales es, por lo tanto, {\displaystyle \aleph _{0}}.
Por lo tanto, tenemos los siguientes invariantes que definen la naturaleza de un cuerpo cerrado real {\displaystyle \mathbb {K} }:
- La cardinalidad de {\displaystyle \mathbb {K} }.
- La finalidad de {\displaystyle \mathbb {K} }.

A esto podemos añadir
- El peso de {\displaystyle \mathbb {K} }, que es el tamaño mínimo de un subconjunto denso de {\displaystyle \mathbb {K} }.

Estos tres números cardinales nos dicen mucho sobre las propiedades de orden de cualquier cuerpo cerrado real, aunque puede ser difícil descubrir cuáles son, especialmente si no estamos dispuestos a invocar la hipótesis del continuo generalizado. También hay propiedades particulares que pueden o no tenerse:
- Un cuerpo {\displaystyle \mathbb {K} } es completo si no hay un cuerpo ordenado K que contenga correctamente {\displaystyle \mathbb {K} } tal que {\displaystyle \mathbb {K} } sea denso en K. Si la cofinalidad de {\displaystyle \mathbb {K} } es κ, esto es equivalente a decir que la secuencia de Cauchy indexada por κ es convergente en {\displaystyle \mathbb {K} }.
- Un cuerpo ordenado {\displaystyle \mathbb {K} } tiene la propiedad conjunto eta ηα, para el número ordinal α, si para dos subconjuntos cualesquiera L y U de {\displaystyle \mathbb {K} } de cardinalidad menor que {\displaystyle \aleph _{\alpha }} tal que cada elemento de L es menor que cada elemento de U,  hay un elemento x en {\displaystyle \mathbb {K} } con x más grande que cada elemento de L y más pequeño que cada elemento de U. Esto está estrechamente relacionado con la propiedad de la teoría de modelos de ser un modelo saturado; cualesquiera dos cuerpos cerrados reales son ηα' si y solo si están {\displaystyle \aleph _{\alpha }}-saturados, y además dos cuerpos cerrados reales ηα' ambos de cardinalidad {\displaystyle \aleph _{\alpha }} tienen el mismo orden.

## La hipótesis del continuo generalizado
Las características de los cuerpos cerrados reales se vuelven mucho más simples si estamos dispuestos a asumir la hipótesis del continuo|hipótesis generalizada del continuo]. Si la hipótesis del continuo se mantiene, todos los cuerpos cerrados reales con cardinalidad del continuo y que tienen la propiedad η1 son isomorfos de orden. Este cuerpo único Ϝ se puede definir por medio de un ultraproducto, como {\displaystyle \mathbb {R} ^{\mathbb {N} }/\mathbf {M} }, donde M' es un ideal maximal que no conduce a un orden de cuerpo isomorfo a {\displaystyle \mathbb {R} }. Este es el cuerpo de número hiperreal | número hiperreal más utilizado en el análisis no estándar, y su unicidad es equivalente a la hipótesis del continuo. (Incluso sin la hipótesis del continuo tenemos que si la cardinalidad del continuo es
{\displaystyle \aleph _{\beta }} entonces tenemos un conjunto único cuerpo  ηβ de tamaño ηβ.)
Además, no necesitamos ultraproductos para construir {\displaystyle \mathbb {K} }, podemos hacerlo de manera más constructiva como el subcuerpo de series con un número infinito numerable de términos distintos de cero del cuerpo {\displaystyle \mathbb {R} [[G]]} de la serie formal de potencias en un grupo divisible totalmente ordenado abeliano G que es un  η1 grupo de cardinalidad {\displaystyle \aleph _{1}} (Alling, 1962).
{\displaystyle \mathbb {K} } sin embargo no es un cuerpo completo; si tomamos su compleción, terminamos con un cuerpo {\displaystyle {\bar {\mathbb {K} }}} de cardinalidad mayor. {\displaystyle \mathbb {K} } tiene la cardinalidad del continuo, que por hipótesis es {\displaystyle \aleph _{1}}, {\displaystyle {\bar {\mathbb {K} }}} tiene cardinalidad {\displaystyle \aleph _{2}}, y contiene a {\displaystyle \mathbb {K} } como un subcuerpo denso. No es un ultraproducto, pero "es" un cuerpo hiperreal, y por lo tanto un cuerpo adecuado para su uso en análisis no estándar. Se puede ver que es el análogo de dimensiones superiores de los números reales; con cardinalidad {\displaystyle \aleph _{2}} en lugar de {\displaystyle \aleph _{1}}, cofinalidad {\displaystyle \aleph _{1}} en lugar de {\displaystyle \aleph _{0}}, y ponderación {\displaystyle \aleph _{1}} en lugar de {\displaystyle \aleph _{0}},  y con la propiedad η1 en lugar de la propiedad η0 (que simplemente significa que entre dos números reales podemos encontrar otro).

## Ejemplos de cuerpos cerrados reales
- Los números algebraicos

- Los números computables

- Los números definibles

- Los números reales

- Los números surreales

- Los números hiperreales

- El cuerpo de series de Puiseux con coeficientes reales